# Assam
Assam là một bang nằm ở vùng Đông Bắc Ấn Độ. Tọa lạc ở phía nam của dãy Himalaya miền đông, Assam bao gồm thung lũng Brahmaputra và thung lũng Barak cùng với các huyện Karbi Anglong và Dima Hasao với tổng diện tích 30,285 dặm vuông Anh (78,44 km2). Assam, cùng với Arunachal Pradesh, Nagaland, Manipur, Mizoram, Tripura, và Meghalaya, tạo nên Bảy Bang Chị em. Về địa lý, Assam và những bang kia được kết nối với phần còn lại của Ấn Độ thông qua một phần đất rộng 22 kilômét (14 mi) thuộc Tây Bengal gọi là hành lang Siliguri hay cái "Cổ Gà" của Ấn Độ. Assam tiếp giáp với các vùng hành chính Sarpang, Zhemgang, Samdrup Jongkhar của Bhutan và phân khu Sylhet, phân khu Rangpur của Bangladesh; và văn hóa, con người và thiên nhiên nơi đây có nhiều nét tương đồng với của Đông Nam Á.
Assam được biết đến với trà Assam và lụa Assam. Giếng dầu đầu tiên tại châu Á được khoan tại đây. Ở nơi này, tê giác Ấn Độ đang được bảo vệ khỏi sự tuyệt chủng, ngoài ra thì trâu rừng, lợn lùn, hổ, voi châu Á và nhiều loài chim cũng được bảo tồn. Nền kinh tế được hỗ trợ bởi nền du lịch thiên nhiên, tập trung tại vườn quốc gia Kaziranga và vườn quốc gia Manas, hai di sản thế giới. Rừng sala xanh tươi quanh năm nhờ lượng mưa dồi dào. Assam nhận nhiều mưa hơn đa phần Ấn Độ. Nước từ mưa một phần đổ vào sông Brahmaputra, hỗ trợ cho môi trường thiên nhiên phát triển.
Dân số Assam vào khoảng 31.169.272 người (theo kết quả tổng điều tra dân số 2011) thuộc khoảng 115 sắc tộc và sử dụng 47 ngôn ngữ nói khác nhau. Tiếng Assam được nói nhiều nhất, bởi khoảng 49% dân số, tiếp đến là tiếng Bengal, bởi khoảng 27,5% dân số.